# Suore della Divina Provvidenza (Leopoli)
Le Suore della Divina Provvidenza (in polacco Siostry Opatrzności Bożej; sigla C.S.D.P.) sono un istituto religioso femminile di diritto pontificio.

## Storia
La congregazione sorse nel 1854 per iniziativa dell'arcivescovo di Leopoli Łukasz Baraniecki: per assicurare la sopravvivenza di un ospizio per traviate, pericolanti e orfane attivo a Leopoli, il presule pensò di affidarne la direzione a una comunità di religiose e inviò Marcjanna Mirska, direttrice dell'opera, e due sue compagne a Laval per fare il noviziato presso le Suore di Nostra Signora della Misericordia
Tornate in patria, le religiose diedero inizio alla nuova famiglia religiosa e Marcjanna Mirska, in religione Maria Antonia, fu nominata superiora; le costituzioni dell'istituto, improntate a una spiritualità ignaziana, furono approvate dall'arcivescovo Baraniecki il 1º aprile 1857.
La congregazione ricevette il pontificio decreto di lode il 17 luglio 1867 e le sue costituzioni furono approvate definitivamente dalla Santa Sede il 25 aprile 1949.

## Attività e diffusione
Le suore si dedicano all'istruzione e all'educazione della gioventù, alla redenzione delle traviate e ad attività pastorali.
Oltre che in Polonia, sono presenti in Camerun, Italia, Svizzera e Ucraina; la sede generalizia è a Grodzisk Mazowiecki.
Alla fine del 2015 l'istituto contava 290 religiose in 39 case.